# Johann Sigismund Kusser
Johann Sigismund Kusser (né le 13 février 1660 à Presbourg - mort à Dublin le 6 novembre 1727) est un compositeur allemand.

## Naissance, études
Il étudia la musique pendant six ans avec Jean-Baptiste Lully à Paris, en France, où il est connu sous le nom de Cousser.

## Carrière musicale
Kusser est Kapellmeister (maître de chapelle, c'est-à-dire directeur de la musique religieuse aussi bien que profane) des ducs de Brunswick-Wolfenbüttel (1690) et de Wurtemberg (1695). Il est en même temps directeur des opéras de Stuttgart et de Hambourg. Il avait un tempérament très querelleur et, pour cette raison peut-être, le directeur de l'opéra hambourgeois, Jakob Kremberg, lui refuse en 1693 sa salle pour la représentation de son opéra Porus. Malgré cela, Kusser fait jouer son opéra ailleurs avec un grand succès, au grand dam de Kremberg (Kusser le remplacera deux ans plus tard).
Mais le compositeur monte bientôt une petite troupe itinérante qui se produit à Nuremberg, Stuttgart, Munich, etc. En 1700, Kusser retourne à Stuttgart, part en Italie un an plus tard et, à la suite de nouvelles brouilles avec ses collègues, s'installe en Grande-Bretagne.

## Mort, œuvre
Kusser décède à Dublin (capitale du royaume d'Irlande) en novembre 1727. C'était un compositeur très recherché, malgré son caractère difficile, en raison de sa maîtrise du style orchestral français qu'il a d'ailleurs introduit en Allemagne.